# Telmatogeton torrenticola
Telmatogeton torrenticola är en tvåvingeart som först beskrevs av Terry 1913.  Telmatogeton torrenticola ingår i släktet Telmatogeton och familjen fjädermyggor. Inga underarter finns listade i Catalogue of Life.